# گمینا ایوووا
گمینا ایوووا (به لهستانی:  Gmina Iłowa) یک گمینا در لهستان است که در شهرستان ژاگانی واقع شده‌است.
 گمینا ایوووا ۱۵۳٫۰۵ کیلومتر مربع مساحت و ۷٬۱۱۱ نفر جمعیت دارد.